# Яна Язова
Люба Тодорова Ганчева, с псевдоним Яна Язова, е българска писателка.

## Ранни години
Яна Язова е родена в Лом на 23 май 1912 г. Произхожда от семейство на учители. Баща ѝ Тодор Ганчев е доктор на философските науки, завършил в Цюрих, Швейцария. Майка ѝ Радка Бешикташлиева е дъщеря на почтения търговец от квартал Бешикташ в Цариград Стойчо Бешикташлиев, родом от Калофер, чийто баща Христо Стоев Дрянков е вуйчо на Христо Ботев и съратник на Васил Левски. Родственик на Язова е и българският етнограф, библиограф, краевед и книжовник акад. Никола Начов, който остава сирак и за него се грижи дядото на Яна Язова.
Тя учи в Лом, Видин и Пловдив, а завършва Първа девическа гимназия в София (1930) и „Славянска филология“ в Софийския университет (1935). Специализира в Сорбоната през 1937 – 1938 г.

## Личен живот
В Яна Язова е бил влюбен проф. Александър Балабанов. Той е неин покровител и меценат, измисля псевдонима ѝ, почти целият ѝ „явен“ период от творчеството преминава под напътствията му. Той осуетява сватбата ѝ с милионера Джон (Ганчо) Табаков и връзката й с художника маринист Марио Жеков. 
Отношенията между двамата предизвикват обществен скандал поради 33-годишната разлика във възрастта им; за Яна Язова се говори като за „единствената правописна грешка на проф. Балабанов“. През 2009 г. БНТ включва историята на тази двойка в категорията „Любовни истории“ от шоуто „Българските събития на ХХ век“.
Язова се омъжва през 1943 г. за инженер Христо Йорданов, заместник-директор по техническата част на радио „София“, живял 16 години във Франция и много заможен, който умира през 1959 г.

## След 1944 г.
Язова отказва да се присъедини към писателите, които след 1944 г. приемат т.нар. социалистически реализъм за свой художествен метод. През 1960 г. за пръв път излиза от изолацията, представяйки своя ръкопис на романа „Левски“ на издателство „Народна култура“, придружен с препоръка на Димитър Талев и Георги Томалевски. Издателството го включва в плановете си. Междувременно ѝ се обаждат от официоза „Работническо дело“ и искат тя да напише стихотворение за Георги Димитров. Тя отказва и когато отива да си вземе аванса в издателството, казват ѝ, че няма да издадат „Левски“.

## Смърт
Яна Язова умира при неизяснени обстоятелства. Счита се, че е била жива на 9 юли 1974 г. от която дата е последното вписване в дневника ѝ, което се счита и за последното ѝ засвидетелствано действие приживе. Тялото ѝ е открито през август в дома ѝ. Трупът е в напреднал стадий на разложение, тъй като е прекарал почти месец в летните горещини. Все пак извършилите огледа служители на криминалната милиция откриват около врата ѝ омотан колана на халата, в който е била облечена, регистрирани са и забелязани следи от насилие. Погребана е на 9 август в парцел 49 на Централните софийски гробища. На 26.09.2022 г., по инициатива на кмета на София Йорданка Фандъкова и със средства на Столична община, на гробното място е поставен паметник. Не е открито досие на Яна Язова в архивите на Държавна сигурност.

## Хипотези за смъртта на Яна Язова
След смъртта на Яна Язова изчезват оригиналите на неиздадените ѝ романи, писани в периода 1944 – 1974 г. Въпреки че от Съюза на българските писатели е назначена комисия в състав: проф. Тодор Боров, Матей Шопкин и Харалампи Харалампиев, която да проучи жилището ѝ за ръкописи, Николай Хайтов, тогава председател на Творческия фонд на Съюза на българските писатели, елиминира комисията и самоволно влиза в жилището на мъртвата писателка заедно с юрисконсулта Христо Д. Аянов. Няколко месеца Хайтов и Аянов отклоняват също опитите на ЦДА да прибере архива на Язова. Едва на 29 октомври 1974 г. Величка Филипова, началник на архивите, успява да преодолее съпротивата му и служители на Централния държавен архив прибират остатъците от архива на Язова. Между тях има само чернови на неиздадените ѝ романи, благодарение на които от 1987 г. нататък творбите излизат с името на авторката си. По-късно Аянов е уволнен, а Хайтов отстранен като председател на Творческия фонд.
През 1980 г. Николай Хайтов обявява публично в предаването „Всяка неделя“, интервюто е публикувано във в. „Народна култура“ на 19 февруари 1982 г., че е завършил роман за живота на Левски и предстои публикуването му. През 1985 г. вестник „АБВ“ публикува откъси от романа на Яна Язова „Левски“ по намерената чернова, разчетена от Петър Величков. Публично обявеният роман на Хайтов така и не излиза. 
Въз основа на тези събития битува версия, подкрепяна от Петър Величков, че Яна Язова е убита (удушена с колана на халата си) от агенти на ДС, а тялото ѝ съзнателно е оставено да се разложи, за да се заличат следите от убийството; че разследването е за убийство, но ДС изземва цялата преписка от СДВР; че впоследствие оригиналите на неиздадените ѝ романи са присвоени от Николай Хайтов; и че анонсираният от Хайтов роман за Левски е всъщност романът на Яна Язова, който той залага за печат през 1985 г., но се отказва да го публикува под свое име след излизането на откъсите във в. „АБВ“. Величков твърди, че бил отведен при Тодор Живков, който разпорежда романът на Яна Язова да бъде издаден, но Хайтов „да не се закача“. Апартаментът на Яна Язова е даден на Димитър Алтънков от УБО, който е бил личен фотограф на Тодор Живков. За Алтънков разказва Иван Славков във втория том на спомените си. Тази версия добива сериозна популярност, тъй като името на Хайтов, полковник от ДС с право на шофьор, е замесено и в други обвинения за присвояване, заради които той не е наказан.

## Творчество
Яна Язова публикува стихове, разкази, статии, пътни бележки в периодичния и литературния печат: във вестниците „Литературен глас“, „Литературен преглед“, „Развигор“, „Вестник на жената“, „Дневник“, „Мир“, „Зора“ и в списанията „Светулка“, „Другарче“, „Детска радост“ и други. Заедно с артиста Никола Балабанов, неин зет, издава през 1941 – 1943 популярното списание за деца „Блок“. Член на Дружеството на детските писатели, на Клуба на българските писателки и на Българския ПЕН клуб. Първите ѝ три книги са стихотворни сборници. Тематичните мотиви в тях са свързани с чувствения живот на жената, с мистичната сила на природните стихии, с националната съдбовност и символика. Това, което ги отличава от общата интимно-сантиментална гама на женската поезия през 30-те г., е социалната тема. В стиховете на Яна Язова се появяват образи от социалното дъно – гамени, просяци, циганки, проститутки. Поетесата прониква в психиката на социалните низини. Както в лириката, така и в прозата си тя проявява влечение към психологичното. Стиховете ѝ са наситени с екстатични изживявания, с разпокъсани халюцинаторни видения и болезнена тоналност. В най-добрите ѝ творби върху психологическия мотив се наслагват имажинистки елементи – рустикални пейзажи и образи на атавистичното и дивото, които сгъстяват драматизма на емоционалното и смисловото внушение. В прозата си Яна Язова търси измеренията на необикновената личност, бунтарството на духа срещу предразсъдъците и съдбата („Капитан“). Творческите ѝ пристрастия са свързани с историята. Драмата „Последният езичник“ е посветена на покръстването и борбата на престолонаследника Расате (Владимир) срещу византизацията на българската държава. Драматургичната интерпретация извисява образа на ослепения княз до трагизма на самотното прозрение, до пророческо обобщение за национално-историческото битие. Пиесата е преведена на немски език от проф. Ал. Балабанов.
Яна Язова създава и първия исторически роман с небългарска тематика – „Александър Македонски“. За целта тя посещава Сирия, Египет, Палестина, Турция. Книгата е завършена до края на 1944 г., но от нея са отпечатани само 8 коли. Наборът изгаря при бомбардировките над София, когато е уцелена печатницата. По-късно издателят Петър Атанасов е осъден на смърт от т.нар. „Народен съд“ и е екзекутиран. Така бурните политически промени захвърлят в забвение това интересно произведение.
Деветосептемврийските събития от 1944 г. бележат прелом в творческия път и в житейската съдба на Яна Язова. Обречена на изолация и принудително мълчание в продължение на три десетилетия, тя успява да надмогне несправедливия жребий и през тези години създава книгата на своя живот – историческата трилогия „Балкани“. Романите „Левски“, „Бенковски“ и „Шипка“ (части от трилогията) са широко епично платно за националноосвободителното движение на българите в края на османската власт. Художествената уникалност на това голямо творческо дело се дължи на свободното съчетаване на разнообразни жанрови и текстови характеристики. Фикционалният епически свят е в синтез с документално-фактологични изследвания, есеистичен коментар, легендарни текстове и биографични портрети. Нестандартността в подхода към историческото време разширява неговите граници, повествованието навлиза в дълбочината на древни културни пластове. Философско-историческата идея обхваща не само масовия порив към свобода и героизъм, но извежда и значението на моралния абсолют в лицето на Водача като пример за святото дело. Трилогията е завършена през 1962. Предложен е приживе от авторката за печат романът „Левски“, който макар и препоръчан с високи оценки от писателите Димитър Талев и Георги Томалевски, е отхвърлен, защото тя отказва да се покае пред комунистическия режим и да напише стихотворение за Георги Димитров. По-късно, 13 години след смъртта на писателката, романът е отпечатан, подготвен по чернови. В следващите години излизат и двата други романа на трилогията, също разчетени по чернови в ЦДА, тъй като оригиналите са задигнати и са в неизвестност. В оцелялата част от архива на Яна Язова (освен трилогията „Балкани“) неиздадени приживе са и романите „Александър Македонски“, дилогията „Соления залив“ (част 1. – „Голямо и Малко“, и част 2. – „Война“), сборник с афоризми, драмата „Силян Щърка“. Не е известно дали Язова е написала и други творби в периода 1944 – 1974 г.

## Посмъртно признание
Столична община наименува на нейно име улица в кв. „Витоша“ (Карта). 
От 2007 г. родният ѝ град Лом провежда всяка година Национален литературен конкурс „Яна Язова“ за разказ на млади автори от 14 до 35 години, а от 2019 г. и за стихотворение. 
През 2012 г. томът „Таралеж се жени“ получава наградата „Бронзов лъв“ на Асоциация „Българска книга“, а през 2013 г. и награда „Христо Г. Данов“ в раздел „Издание за деца“.
През 2019 г. е обявена за почетна гражданка на Сухиндол, роден град на баща ѝ, в който написва части от романа си „Бенковски“.

## Произведения

### Романи
- Ана Дюлгерова (1936, 1938, 2002, 2006, 2013, 2019)
- Капитан (1940, 1996, 2006, 2019)
- Александър Македонски (2002, 2004, 2017)
- Левски – първи том от трилогията „Балкани“ (1987, 2003, 2008, е-книга 2019 и 2020)
- Бенковски – втори том от трилогията „Балкани“ (1988, 2003, е-книга 2020)
- Шипка – трети том от трилогията „Балкани“ (1989, 2003)
- Соления залив (1. изд. 2003, 2. изд. 2010), дилогия за преврата на 9 септември и народния съд в две части; част 1. – „Голямо и Малко“, част 2. – „Война“
- Из романа „Левски“. – В: Иде ли? Антология Проза, 105 години Съюз на българските писатели. София, изд. „Български писател“, 2018, с. 132 – 134.

### Поезия
- Язове – дебютна стихосбирка (1931)
- Бунт – стихосбирка (1934)
- Кръстове – стихосбирка (1934)
- Поезия – избрани стихотворения (2000)
- Събрани стихотворения – (2023)

### Драми
- Последният езичник – драма в 3 действия (1940, 2006, 2019)
- Силян Щърка – драма в стихове (2004, 2017)

### Произведения за деца
- Герой – сборник разкази (1941, 2024)
- Лица в черти, стихове и колелца – как да бъдат нарисувани образите на видни българи – в стихове (1941)
- Весели другари (1941) – стихчета с картинки от Бинка Николова-Вазова
- За малките художници (1941) – стихчета с картинки от Б. Николова-Вазова
- Играй с мен! (1941) – стихчета с картинки от Б. Николова-Вазова
- Нашата градина (1941) – стихчета с картинки от Б. Николова-Вазова
- Как Мами учи децата си (2009) – последният незавършен, но датиран ръкопис
- Таралеж се жени (2012) – избрани творби за деца

### Афоризми
- Златни искри на скръбта (2003), в един том със „Сол и пипер“ – афоризми на Ал. Балабанов.

### Преводи
- Хайне, Х. Гласът на планината. – Морски призрак: [Стих.] / Прев. от нем. Яна Язова. // Лит. глас, III, № 109, 4 април 1931, с. 2.
- Черкасенко, Спирдон. Бодлериада. – Чиста дева. [Стих.] / Прев. [от украински] Яна Язова. // Лит. глас, IX, № 343, 24 февруари 1937, с. 2
- Гунарсон, Гунар. Кораби по небето: Роман / Прев. от нем. Яна Язова. С предг. за авт. от Тодор Боров. – София: Славчо Атанасов, [1940]. – 458 с. – (Библ. Златни зърна. Г. IV; кн. 11)

### Съставителство
- Сол и пипер – избрани афоризми и карикатури на Александър Балабанов (2003); псевдоним Добромир Стратев

### Спомени и статии
- Поезията на Александър Балабанов. [Статия]. // Лит. глас, VI, № 218, 21 януари 1934, с. 6.
- Една вечер. [Спомен за Мара Белчева]. // Вест. на жената, XVI, № 684, 17 март 1937, с. 4.
- Рози. [Спомен за Евгения Марс]. // Вест. на жената, XIX, № 794, 20 декември 1939, с. 3.
- Творческият дух на българката. [Статия]. // Учил. преглед, ХХХІХ, 1940, № 2, с. 180 – 188.
- Един от първите. [Никола Начов]. // Учил. преглед, ХХХІХ, 1940, № 10, с. 1278 – 1292.
- Кирил Христов. [Спомен]. // Лит. форум, XLVII, № 35, 2 – 8 септември 1992, с. 5.